# Колдун и кристалл
«Колдун и кристалл» (англ. The Dark Tower IV: Wizard and Glass) — четвертый роман американского писателя Стивена Кинга из цикла «Тёмная башня». Книга издана в 1997 году.

## Сюжет
Начало четвертой книги дублирует окончание «Бесплодных земель», сцену заключения договоренности с Блейном Моно. Ка-тету Роланда предстоит соревнование в загадках с искусственным интеллектом Блейна. Победив в соревновании благодаря Эдди Дину, ка-тет отправляется дальше по тропе Луча.
Оказывается, что друзья уже не находятся в Срединном или Крайнем мирах — поезд перевез их через Червоточину — разрыв реальности, в мир, подобный нашему — но почти всё население которого погибло из-за пандемии, вызванной штаммом вируса гриппа (эта история подробно описана в романе «Противостояние»).
Червоточина напоминает Роланду о его юности. Он рассказывает своим спутникам о том, как он со своими друзьями Катбертом и Аленом отправился в городок Хэмбри феода Меджис с целью произвести инвентаризацию имущества, необходимого Альянсу в борьбе с революционером Джоном Фарсоном. Роланд познакомился там с очаровательной Сюзан Дельгадо. Но их любовь завершилась трагедией — Сюзан была сожжена на костре из-за происков ведьмы Риа.
Ка-тет путешествует дальше, и доходит до Изумрудного дворца, напомнившего людям из нашего мира сказку Баума «Удивительный волшебник из страны Оз». Оказывается, что дворец этот в качестве своеобразной шутки создал давний враг Роланда, Мартен, он же Рэндалл Флэгг. Он снова призывает стрелков отступиться от поисков Башни, но те не собираются его слушать — и возвращаются в мир Роланда. Там стрелок рассказывает ещё одну ужасную историю о себе — о том, как он по ошибке застрелил собственную мать.